# トウケイフリート
トウケイフリートは、日本の競走馬・種牡馬。1980年代中期から後期にかけて岩手競馬で活躍した。同じく岩手競馬で活躍したトウケイニセイは全弟。

## 戦績
※馬齢は旧表記を用いる。
1985年6月に盛岡競馬場でデビュー。デビュー時から安定した成績を残し、4歳時に不来方賞で重賞初制覇、6歳時には、この年から主戦騎手を務めるようになった菅原勲とのコンビでみちのく大賞典、東北サラブレッド大賞典、シアンモア記念、北上川大賞典、桐花賞と古馬重賞5勝の大記録を達成した。しかしその後は勝ち切れないレースが続き、次第に成績が下降の一途を辿るようになり、1991年10月のレースをもって引退した。
1992年から種牡馬として供用が開始されたが、これといった産駒を出せず、1997年に種牡馬からも引退した。

## 重賞勝利
- 1986年不来方賞（盛岡競馬場）
- 1988年みちのく大賞典（盛岡競馬場）
- 1988年東北サラブレッド大賞典（水沢競馬場）
- 1988年シアンモア記念（盛岡競馬場）
- 1988年北上川大賞典（盛岡競馬場）
- 1988年桐花賞（水沢競馬場）

## 血統表
| トウケイフリートの血統（ナスルーラ系 / Bull Dog5×4=9.38%（父内）、Blenheim5×4=9.38%（父内）） | トウケイフリートの血統（ナスルーラ系 / Bull Dog5×4=9.38%（父内）、Blenheim5×4=9.38%（父内）） | トウケイフリートの血統（ナスルーラ系 / Bull Dog5×4=9.38%（父内）、Blenheim5×4=9.38%（父内）） | （血統表の出典） | （血統表の出典） |
| 父 *イースタンフリート Eastern Fleet 1968 鹿毛                                                | 父の父Fleet Nasrullah 1955 鹿毛                                                               | Nasrullah                                                                                     | Nearco           | Nearco           |
| 父 *イースタンフリート Eastern Fleet 1968 鹿毛                                                | 父の父Fleet Nasrullah 1955 鹿毛                                                               | Nasrullah                                                                                     | Mumtaz Begum     |                  |
| 父 *イースタンフリート Eastern Fleet 1968 鹿毛                                                | 父の父Fleet Nasrullah 1955 鹿毛                                                               | Happy Go Fleet                                                                                | Count Fleet      | Count Fleet      |
| 父 *イースタンフリート Eastern Fleet 1968 鹿毛                                                | 父の父Fleet Nasrullah 1955 鹿毛                                                               | Happy Go Fleet                                                                                | Draeh            |                  |
| 父 *イースタンフリート Eastern Fleet 1968 鹿毛                                                | 父の母Amoret 1952 鹿毛                                                                        | Bull Lea                                                                                      | Bull Dog         | Bull Dog         |
| 父 *イースタンフリート Eastern Fleet 1968 鹿毛                                                | 父の母Amoret 1952 鹿毛                                                                        | Bull Lea                                                                                      | Rose Leaves      |                  |
| 父 *イースタンフリート Eastern Fleet 1968 鹿毛                                                | 父の母Amoret 1952 鹿毛                                                                        | Mar-Kell                                                                                      | Blenheim         | Blenheim         |
| 父 *イースタンフリート Eastern Fleet 1968 鹿毛                                                | 父の母Amoret 1952 鹿毛                                                                        | Mar-Kell                                                                                      | Nellie Flag      |                  |
| 母 エースツバキ 1975 栗毛                                                                     | 母の父Reform 1964 鹿毛                                                                        | Pall Mall                                                                                     | Palestine        | Palestine        |
| 母 エースツバキ 1975 栗毛                                                                     | 母の父Reform 1964 鹿毛                                                                        | Pall Mall                                                                                     | Malapert         |                  |
| 母 エースツバキ 1975 栗毛                                                                     | 母の父Reform 1964 鹿毛                                                                        | Country House                                                                                 | Vieux Manoir     | Vieux Manoir     |
| 母 エースツバキ 1975 栗毛                                                                     | 母の父Reform 1964 鹿毛                                                                        | Country House                                                                                 | Miss Coventry    |                  |
| 母 エースツバキ 1975 栗毛                                                                     | 母の母*ヴェスタルファイア Vestal Fire 1965 鹿毛                                               | Match                                                                                         | Tantieme         | Tantieme         |
| 母 エースツバキ 1975 栗毛                                                                     | 母の母*ヴェスタルファイア Vestal Fire 1965 鹿毛                                               | Match                                                                                         | Relance          |                  |
| 母 エースツバキ 1975 栗毛                                                                     | 母の母*ヴェスタルファイア Vestal Fire 1965 鹿毛                                               | Refreshed                                                                                     | Hyperion         | Hyperion         |
| 母 エースツバキ 1975 栗毛                                                                     | 母の母*ヴェスタルファイア Vestal Fire 1965 鹿毛                                               | Refreshed                                                                                     | Monsoon F-No.1-w |                  |